# Verwertungsgesellschaft
Verwertungsgesellschaften übernehmen die Verwaltung und Verwertung der den Urhebern zustehenden Verwertungsrechte aus Werken der Literatur, Kunst und Wissenschaft.

## Allgemeines
Es handelt sich um Unternehmen zur kollektiven Wahrnehmung urheberrechtlicher Nutzungsrechte von Autoren, Komponisten, Liedtextern und Musikverlagen.
Das international weitgehend einheitliche Urheberrecht schützt das geistige Eigentum der Urheber von Werken der Literatur, Wissenschaft und Kunst (§ 1 UrhG). Der Urheber hat das alleinige Recht der Verwertung (§ 15 UrhG), insbesondere ein Vervielfältigungsrecht (§ 16 UrhG), Verbreitungsrecht (§ 17 UrhG) und ein Ausstellungsrecht (§ 18 UrhG). Bei Verwertung des geistigen Eigentums steht dem Urheber gegenüber den Nutzern und Verbrauchern eine Vergütung zu, deren Ansprüche gemäß § 54h UrhG nur durch eine Verwertungsgesellschaft geltend gemacht werden können.
Die Bezeichnung als Verwertungsgesellschaft stammt mithin aus dem Verwertungsrecht des Urhebers. Dieser muss sein Werk bei der Verwertungsgesellschaft registrieren lassen, damit diese seine Urheberrechte wahrnehmen kann.
Verwertungsgesellschaften sind private Einrichtungen, denen zur Wahrnehmung öffentlicher Aufgaben in vielen Ländern eine gesetzliche Monopolstellung zugewiesen wurde. Ihr Geschäftsmodell liegt zwischen der quasi-gewerkschaftlichen Funktion einer Solidargemeinschaft des ihr angeschlossenen Kollektivs an Urhebern gegenüber den wirtschaftlich stärkeren Rechteverwertern und einer quasi-amtlichen Funktion, die Einhaltung der Meldepflicht bei der Nutzung von Werken, z. B. bei öffentlichen Aufführungen, Vervielfältigungen, Rundfunk- und Fernsehausstrahlungen sowie Verbreitung im Internet, zu kontrollieren.

## Deutschland
In Deutschland gibt es insgesamt 13 beim Deutschen Patent- und Markenamt registrierte Verwertungsgesellschaften, die jeweils im Auftrag spezifischer Urhebergruppen arbeiten.

### Rechtsgrundlagen
Rechtsgrundlage ist das auf der Richtlinie 2014/26/EU vom 26. Februar 2014 über die kollektive Wahrnehmung von Urheber- und verwandten Schutzrechten und die Vergabe von Mehrgebietslizenzen für Rechte an Musikwerken für die Online-Nutzung im Binnenmarkt beruhende Verwertungsgesellschaftengesetz (VGG). Nach § 1 VGG ist die Verwertungsgesellschaft eine Organisation, „die gesetzlich oder auf Grundlage einer vertraglichen Vereinbarung berechtigt ist und deren ausschließlicher oder hauptsächlicher Zweck es ist, für Rechnung mehrerer Rechtsinhaber Urheberrechte oder verwandte Schutzrechte zu deren kollektiven Nutzen wahrzunehmen, gleichviel, ob in eigenem oder in fremdem Namen“. Dabei müssen ihre Anteile von ihren Mitgliedern gehalten werden oder sie wird von ihren Mitgliedern beherrscht und/oder sie ist nicht auf Gewinnerzielung ausgerichtet. Aufsichtsbehörde ist nach § 75 VGG das Deutsche Patent- und Markenamt sowie bei Musiknutzungen aufgrund eines zwar seit 1945 nicht mehr gesetzlichen (siehe STAGMA-Gesetz), aber dennoch weiterhin als Tatsache anerkannten Monopols dem Bundeskartellamt (§ 18 Urheberrechtswahrnehmungsgesetz – UrhWG).
Mit der Zunahme der auch für Verbraucher zugänglichen Vervielfältigungstechnologien wie Tonband, CD-Brenner oder anderen, digitalen Speichergeräten (USB-Stick, Festplatte, MP3-Player) stellte sich die Frage, ob auch für die Kopien von Werken für den privaten, nicht gewerblichen Gebrauch ein gebührenpflichtiger Rechteerwerb erforderlich sei. Das US-amerikanische Rechtssystem bejahte dies, führte aber zugleich die Ausnahmeregelung des vergütungsfreien „Fair Use“ ein. Das kontinentaleuropäische Recht entschied sich, die Herstellung einzelner Vervielfältigungsstücke eines Werkes zum privaten Gebrauch zuzulassen (§ 53 Abs. 1 UrhG), führte aber zugleich eine Pauschalabgabe für Reproduktionsgeräte und Leermedien ein.
Die grundlegende Novellierung des deutschen Gesetzes über Urheberrecht und verwandte Schutzrechte (UrhG) von 1965 schuf einen Vergütungsanspruch des Urhebers gegenüber dem Hersteller und Importeur von Geräten und Bild- und Tonträgern, die erkennbar zur Vornahme von Vervielfältigungen bestimmt sind (§ 54 UrhG). Diese Rechte der Urheber nehmen unter anderem die GEMA und für den Sprachanteil von Hörfunk- und Fernsehsendungen die Verwertungsgesellschaft VG Wort wahr. Ihnen gegenüber sind die Hersteller meldepflichtig. Die Erträge werden an die in ihnen organisierten Autoren verteilt. 1985 wurde auch für die Hersteller und Importeure von Fotokopiergeräten sowie für diejenigen, die solche Geräte für die Herstellung von Ablichtungen entgeltlich bereithalten, eine Vergütungspflicht in das Gesetz aufgenommenen (§ 54a UrhG). Die Vergütungshöhe regeln § 54a und § 32 UrhG, wobei das Gesetz allerdings nur von einer  „angemessenen“ Vergütung spricht.
Ebenfalls 1965 wurde das Gesetz über die Wahrnehmung von Urheberrechten und verwandten Schutzrechten (Urheberrechtswahrnehmungsgesetz) erlassen. Danach bedürfen juristische oder natürliche Personen, die von Urhebern mit der Wahrnehmung ihrer Nutzungsrechte, Einwilligungsrechte oder Vergütungsansprüche beauftragt werden, einer Erlaubnis durch die Aufsichtsbehörde, das Patentamt (§ 1, § 2 UrhWG). Die Einnahmen sind nach einem öffentlichen Verteilungsplan aufzuteilen, um ein willkürliches Vorgehen auszuschließen. Der Verteilungsplan soll dem Grundsatz entsprechen, dass kulturell bedeutende Werke und Leistungen zu fördern sind (§ 7 UrhWG).
Zum 1. Juni 2016 ersetzte das Verwertungsgesellschaftengesetz (VGG) das bisher geltende Urheberrechtswahrnehmungsgesetz.
Durch ihre Monopolstellung in Bezug auf die von ihr vertretenen Werke unterliegt eine Verwertungsgesellschaft einem Abschlusszwang gegenüber Werknutzern: Die Verwertungsgesellschaft ist verpflichtet, auf Grund der von ihr wahrgenommenen Rechte jedermann auf Verlangen zu angemessenen Bedingungen Nutzungsrechte einzuräumen oder Einwilligungen zu erteilen (§ 11 UrhWG). Die Verwertungsgesellschaft hat Tarife aufzustellen und dabei auf religiöse, kulturelle und soziale Belange der zur Zahlung der Vergütung Verpflichteten, einschließlich der Belange der Jugendpflege, angemessene Rücksicht zu nehmen (§ 13 UrhWG). Schließlich soll die Verwertungsgesellschaft Vorsorge- und Unterstützungseinrichtungen für die Inhaber der von ihr wahrgenommenen Rechte oder Ansprüche einrichten (§ 8 UrhWG). Dieser Anspruch auf sozialen Schutz von Künstlern und Publizisten in der Renten-, Kranken- und Pflegeversicherung wurde durch das Künstlersozialversicherungsgesetz (KSVG) von 1983 weiter geregelt.

### Arten
Die drei wesentlichsten Gesellschaften sind die GEMA, GVL und ZPÜ. Die GEMA ist zuständig für das Inkasso von Royaltys bei Tonträgerunternehmen und der Weiterleitung an Liedtexter, Komponisten und Musikverlage. Die GVL nimmt die Zweitverwertungsrechte von Leistungsschutzberechtigten im Bereich von Musik, Film und Fernsehen für alle Arten von Medien wahr. Zweitverwertungsrechte umfassen allgemein Verwertungshandlungen, die der dem Urheber oder Leistungsschutzberechtigten zustehenden ersten Verwertung nachfolgen. Hierzu gehört insbesondere die Sendung (Airplay), der Abruf, der Einspeisung von Rundfunksendungen in ein Kabelnetz, bei Veranstaltungen und in Gaststätten, durch Vermietung (z. B. Videothek) und Verleih (z. B. öffentliche Bibliothek). Daneben nimmt sie auch den Anspruch auf die Rekorder- und Leermedienabgabe wahr. Die ZPÜ macht die urheberrechtlichen Vergütungsansprüche der an ihr beteiligten Verwertungsgesellschaften aus der Vervielfältigung von Audiowerken und audiovisuellen Werken zum privaten und sonstigen eigenen Gebrauch zentral geltend und schüttet die Erlöse anschließend an die Verwertungsgesellschaften aus.
GEMA
GEMA ist die Gesellschaft für musikalische Aufführungs- und mechanische Vervielfältigungsrechte. Der quasi-gewerkschaftliche (hat nichts mit der Gewerkschaft für Arbeitnehmer gemein) Aspekt der Verwertungsgesellschaften als Anwälte der der ihr angeschlossenen Kreativen und Tarifpartner der Rechtenutzer spricht aus folgendem Satz:
„Nur Verwertungsgesellschaften mit einem umfangreichen, möglichst allumfassenden Repertoire sind in der Lage, ein Gegengewicht zur Marktmacht der Werknutzer, die durch die Zusammenschlüsse auf dem globalen Medienmarkt ständig wächst – über 80 Prozent ihrer Schallplattenumsätze macht die GEMA mit nur noch fünf Schallplattenproduzenten –, zu bilden.“
Weitere Verwertungsgesellschaften
In Deutschland regelt das Verwertungsgesellschaftengesetz (VGG) die Zulassung und Tätigkeit der Verwertungsgesellschaften. Folgende Gesellschaften sind vom Deutschen Patent- und Markenamt (DPMA) zugelassen:
- Gesellschaft für musikalische Aufführungs- und mechanische Vervielfältigungsrechte (GEMA), vertritt das so genannte „Weltrepertoire“ urheberrechtlich geschützter Musik
- Gesellschaft zur Verwertung von Leistungsschutzrechten (GVL), nimmt die Leistungsschutzrechte für ausübende Künstler, Tonträgerhersteller, Veranstalter und Musikvideoproduzenten wahr
- Verwertungsgesellschaft Wort (VG Wort), nimmt die Rechte der Autoren von Sprachwerken aller Art und den Verlagen wahr
- Verwertungsgesellschaft Bild-Kunst (VG Bild-Kunst), nimmt die Erst- und Zweitverwertungsrechte für visuelle Werke wahr.
- Verwertungsgesellschaft der Film- und Fernsehproduzenten (VFF), Verwertungsgesellschaft im Bereich der Filmproduzenten von Eigen- und Auftragsproduktionen
- Verwertungsgesellschaft Musikedition (VG Musikedition)
- GÜFA Gesellschaft zur Übernahme und Wahrnehmung von Filmaufführungsrechten mbH (GÜFA), vertritt die Rechte der Filmproduzenten/Rechteinhaber, die sich überwiegend mit der Herstellung von erotischen und pornographischen Filmen beschäftigen
- Verwertungsgesellschaft für Nutzungsrechte an Filmwerken mbH (VGF), nimmt die Rechte von deutschen und ausländischen Kinofilmproduzenten, Produzenten anderer Filmwerke sowie Regisseuren von Spielfilmen wahr.
- Gesellschaft zur Wahrnehmung von Film- und Fernsehrechten mbH (GWFF), nimmt die Rechte von Film- und Fernsehproduzenten wahr, für Vergütungsansprüche bei Vervielfältigungen und Zweitnutzungen.
- AGICOA Urheberrechtsschutz Gesellschaft mbH
- Corint Media (früher VG Media zur Verwertung der Urheber- und Leistungsschutzrechte von Medienunternehmen mbH)
- Verwertungsgesellschaft Treuhandgesellschaft Werbefilm GmbH (VG TWF)
- Gesellschaft zur Wahrnehmung von Veranstalterrechten (GWVR)[6]

Einige dieser Gesellschaften haben sich in der Zentralstelle für private Überspielungsrechte (ZPÜ) zusammengeschlossen.

### Geschichte und Entwicklung
Die Idee, dass sich Autoren zusammentun, um Verlagsfunktionen in eigener Regie und auf eigene Rechnung zu übernehmen, führte schon Ende des 18. Jahrhunderts zur Gründung erster Selbstverlagsunternehmen (vergleiche Czychowski, 1998). Das Modell hat sich mit dem Verlag der Autoren oder dem Filmverlag der Autoren bis heute erhalten. Einmal veröffentlicht, konnten Noten von jedem Kaffeehausorchester gespielt werden, und vor allem das Abspielen der Schallplatte konnte in kommerziellen Etablissements beliebig oft für Tanz und Stimmung sorgen.
Die Entwicklung und Existenz von Verwertungsgesellschaften ist kein neuer Trend, wie häufig vermutet wird, wenn Schlagworte wie GEMA oder GVL fallen. Entstanden bereits im 19. Jahrhundert, ist die Entfaltung von Verwertungsgesellschaften geprägt durch den Bereich Musik.
Motor für die Entstehung von Verwertungsgesellschaften war zum Großteil die Entwicklung des Urheberrechts, angetrieben durch die Verabschiedung der Verfassung der Vereinigten Staaten von Amerika von 1788, welche zum ersten Mal das geistige Eigentum unter den Schutz des Gesetzes stellte. Frankreich schloss sich dieser Auffassung an und führte mittels der Revolutionsgesetze von 1791 und 1793 das „propriété littéraire et artistique“ (Eigentum an Literatur und Kunst) ein. Preußen schuf 1837 daraufhin das „Gesetz zum Schutze des Eigentums an Werken der Wissenschaft und Kunst in Nachdruck und Nachbildung“, welches als das detaillierteste und modernste Urheberrecht seiner Zeit galt. Der Norddeutsche Bund führte die internationalen Überlegungen konsequent weiter und verabschiedete 1870 das Gesetz betreffend das Urheberrecht an Schriftwerken, Abbildungen, musikalischen Kompositionen und dramatischen Werken, welches nach der Reichsgründung 1871 als Reichsgesetz unverändert übernommen worden ist.
Aus eher praktischen als wertenden Gründen nahm man Anfang des 20. Jahrhunderts eine Trennung der Gattungen vor, und es entstanden das Gesetz betreffend das Urheberrecht an Werken der Literatur und Tonkunst, kurz LUG, vom 19. Juni 1901, sowie das Gesetz betreffend das Urheberrecht an Werken der bildenden Künste und der Photographie (KUG) vom 9. Januar 1907. Sowohl das KUG als auch das LUG konnten enormen technologischen Fortschritten in den Bereichen Film, Rundfunk und Fernsehen, sowie neuen Vervielfältigungstechnologien, wie Tonband und Foto, nicht standhalten. Erschwerend hinzu kamen internationale Entwicklungen im Bereich des Urheberrechts, wie z. B. die Revidierte Berner Übereinkunft  (kurz RBÜ). Weitere Unsicherheit und Unübersichtlichkeit kamen mit dem EU-Abkommen zum Schutz von Fernsehsendungen sowie dem Rom-Abkommen. Urheber wurden im Folgenden fast ausschließlich nur noch durch entsprechend gefasste Urteile und damit verbundenen rechtsschöpferischen Auslegungen und Analogien, aber nicht mehr vom Gesetz, geschützt, so dass eine vollkommene Neuregelung unausweichlich wurde – 1965 entstand das bis heute gültige – und 1990 auf das Gebiet der DDR erstreckte – „Gesetz über Urheberrecht und verwandte Schutzrechte“, kurz Urheberrechtsgesetz (UrhG).
Durch neue Nutzungsarten musikalischer und dramatischer Werke, welche sich bereits in der zweiten Hälfte des 19. Jahrhunderts entwickelten, änderte sich auch die Beziehung zwischen Urheber und Verleger, der bis dato  meist nur Vervielfältigungs- und Verbreitungsrechte besaß.
Die Wahrnehmung der Rechte der Urheber änderte sich grundlegend mit dem Recht der öffentlichen Aufführung dramatischer, musikalischer und dramatisch-musikalischer Werke, welches mit dem neuen Urhebergesetz von 1870 eingeräumt wurde. Der Kreis der Personen, die z. B. ein musikalisches Werk öffentlich aufführen können und damit das Werk auf eine Art nutzen, die bis dahin lediglich dem Urheber vorbehalten war, erweitert sich schlagartig und wird für den Urheber unüberschaubar. Dem Urheber ist es kaum mehr möglich, sämtliche öffentlichen Aufführungen zu überwachen und sämtliche Nutzungslizenzen über eine bestimmte Dauer oder für einen bestimmten Anlass zu vergeben. Gleichwohl ist ein Veranstalter bzw. ein aufführender Künstler nicht in der Lage, sich bei allen Rechteinhabern, deren Stücke er aufführt, Genehmigungen und Aufführungsrechte einzuholen.
Der Weg für Verwertungsgesellschaften war somit geebnet. Sie kümmerten sich fortan kollektiv um die von Urhebern eingebrachten Werke und vergaben notwendige Aufführungserlaubnisse, ob für Einzelwerke oder eine umfassende Liedfolge. Die Verwertungsgesellschaften überwachten außerdem alle öffentlichen Veranstaltungen und betrieben das Inkasso vereinbarter Vergütungen. Mit diesen umfangreichen Aufgaben dienen sie sowohl dem Urheber als auch dem Verwerter bzw. Nutzer.

## Österreich
Das Verwertungsgesellschaftengesetz (VerwGesG) regelt die  Verwertungsgesellschaften in Österreich. Basis dieser Gesellschaften ist das Urheberrechtsgesetz. Folgende Verwertungsgesellschaften existieren derzeit:
- Staatlich genehmigte Gesellschaft der Autoren, Komponisten und Musikverleger (AKM), eine Genossenschaft, insbesondere für die (kleinen) Aufführungs- und Senderechte an Werken der Musik und den mit ihr verbundenen Texten
- Austro Mechana Gesellschaft zur Wahrnehmung mechanisch-musikalischer Urheberrechte Gesellschaft m. b. H., insbesondere für die Verwertung und Auswertung mechanisch-musikalischer Urheberrechte
- Staatlich genehmigte genossenschaftliche Literarische Verwertungsgesellschaft (L.V.G.) reg. Gen. m. b. H., insbesondere für die (kleinen) Vortrags- und Senderechte an Sprachwerken, soweit es sich nicht um mit Musik verbundene Texte handelt
- Literar-Mechana Wahrnehmungsgesellschaft für Urheberrechte Ges. m. b. H., insbesondere für die mechanischen Vervielfältigungs- und Verbreitungsrechte an Sprachwerken
- Bildrecht – Gesellschaft zur Wahrnehmung visueller Rechte GmbH
- Wahrnehmung von Leistungsschutzrechten GmbH (LSG), gemeinsame Verwertungsgesellschaft der Interpreten und der Produzenten von Tonträgern und Musikvideos (siehe auch OESTIG/IFPI[7])
- Verwertungsgesellschaft Rundfunk (VGR)
- Verwertungsgesellschaft für audiovisuelle Medien (VAM)
- Verwertungsgesellschaft für Bild und Ton (VBT)
- Gesellschaft zur Wahrnehmung von Rechten und Ansprüchen aus Musikeditionen, reg. Gen.mbH (Musikedition)
- Verwertungsgesellschaft der Filmschaffenden (VDFS)
- Rechtsschutzverband der Fotografen Österreichs (RSV), gegründet 1969, vertritt als parteiungebundener, nicht auf Gewinn gerichteter Verein derzeit rund 1.700 Fotografen und Pressefotografen aus ganz Österreich bei aktiven Urheberrechtsstreitigkeiten (Rechtsschutzversicherung).

Wer Datenträger für nicht vergütungspflichtige Kopien nutzt, kann von der Austro-Mechana die pauschal gezahlte Urheberrechtsabgabe (Leerkassettenvergütung) zurückzufordern, also die Privatkopiervergütung, die etwa auf CD-Rohlinge und Festplatten eingehoben wird.

## Schweiz
Das Schweizer Urheberrechtsgesetz sieht folgende Verwertungsgesellschaften vor:
- Genossenschaft der Urheber und Verleger von Musik (SUISA) für die Rechte der Urheber musikalischer Werke
- Suissimage für Urheberrechte an audiovisuellen Werken
- Société Suisse des Auteurs (SSA) für wort- und musikdramatische sowie audiovisuelle Werke
- ProLitteris für Literatur, Fotografie und bildende Kunst
- SWISSPERFORM für Leistungsschutzrechte

## International
Die nationalen Verwertungsgesellschaften vertreten weltweite internationale Urheberrechte. Kauft beispielsweise in Deutschland jemand eine Compact Disc, auf der Save the Last Dance for Me von The Drifters enthalten ist, so werden die im Kaufpreis enthaltenen Royaltys vom Tonträgerunternehmen an die GEMA abgeführt, die den auf dieses Musikstück entfallenden Teil der Royaltys an die US-Verwertungsgesellschaft BMI auskehrt.
International sind folgende wesentliche Verwertungsgesellschaften tätig:
| Staat                  | Verwertungsgesellschaft                                                                          |
| ---------------------- | ------------------------------------------------------------------------------------------------ |
| Belgien                | Sabam                                                                                            |
| Frankreich             | SACEM                                                                                            |
| Hongkong               | Composers and Authors Society of Hong Kong                                                       |
| Irland                 | Irish Recorded Music Association (IRMA) Irish Music Rights Organisation (IMRO)                   |
| Italien                | Società Italiana degli Autori ed Editori (SIAE)                                                  |
| Japan                  | JASRAC                                                                                           |
| Kanada                 | The Society of Composers, Authors and Music Publishers of Canada                                 |
| Litauen                | AGATA LATGA                                                                                      |
| Niederlande            | BumaStemra                                                                                       |
| Portugal               | SPA                                                                                              |
| Österreich             | Austro-Mechana                                                                                   |
| Russland               | Russische Organisation für geistiges Eigentum (VOIS)                                             |
| Schweiz                | SUISA                                                                                            |
| Vereinigtes Königreich | MLC Performing Rights Society (PRS)                                                              |
| Vereinigte Staaten     | American Society of Composers, Authors and Publishers (ASCAP) Broadcast Music Incorporated (BMI) |

Die bedeutsamen Verwertungsgesellschaften sind Mitglied beim Bureau International de l’Edition Mecanique (BIEM).

### Frankreich
Neben der SACEM existieren in Frankreich folgende Verwertungsgesellschaften:
- Administration des Droits des Artistes et Musiciens Interprètes (ADAMI)
- Société des Auteurs Dans les Arts Graphiques et Plastiques (ADAGP)
- Société des Auteurs et Compositeurs Dramatiques (SACD)
- Société Civile des Auteurs Multimédia (SCAM)
- Syndicat National des Auteurs et Compositeurs (SNAC)

### Italien
- Die Società Italiana degli Autori ed Editori (SIAE) ist für alle Arten urheberrechtlich geschützter Werke zuständig.

### Namibia
Sämtliche musikalische Verwertungsrechte in Namibia werden von der nachstehenden Organisation übernommen:
- Namibian Society for Composers and Authors of Music (NASCAM)

### Polen
Folgende Verwertungsgesellschaften existieren unter anderem in Polen:
- Związek Autorów i Kompozytorów Scenicznych (ZAiKS, Vereinigung der szenischen Autoren und Komponisten)
- Związek Producentów Audio-Video (ZPAV, Vereinigung der Audio- und Videoproduzenten)
- Związek Artystów Scen Polskich (ZASP, Vereinigung der Kunstler Polnischer Szenen)
- Stowarzyszenie Aktorów Filmowych i Telewizyjnych (SAFiT, Vereinigung der Film- und Fernsehschauspieler)
- Związek Polskich Artystów Plastyków (ZPAP, Verband der Polnischen Bildenden Künstler)
- Stowarzyszenie Architektów Polskich (SARP, Bund Polnischer Architekten)
- Związek Autorów i Producentów Audiowizualnych (ZAPA, Vereinigung audiovisueller Autoren und Produzenten)

### Spanien
Das spanische Urheberrechtsgesetz sieht folgende Verwertungsgesellschaften vor:
- Derechos de Autor de Medios Audiovisuales (DAMA) für Urheberrechte an audiovisuellen Werken[9]

## Internationale Dachverbände
Als Dachverband der Verwertungsgesellschaften hat sich 1926 in Paris die Confédération Internationale des Sociétés d’Auteurs et Compositeurs (CISAC) gegründet. Heute umfasst sie 161 Mitgliedsorganisationen in 87 Ländern, die mehr als eine Million Urheber (creators) mit mehr als 100 Millionen Werken aus den Bereichen Musik, Literatur, Film und bildende Kunst vertreten. 2003 sammelten die CISAC-Mitgliedsgesellschaften Tantiemen und Gebühren in Höhe von etwa 6,2 Milliarden Euro ein.
Zur Wahrnehmung der ausländischen Autorenrechte haben sich die Verwertungsgesellschaften zu europäischen und internationalen Vereinigungen zusammengeschlossen. Der Dachverband aller VGs ist die bereits genannte CISAC. Im Musikbereich vertritt das Bureau International des Sociétés gérant les Droits d'Enregistrement et de Reproduction Mécanique (BIEM) die Interessen der Urheber im mechanischen Recht. Das BIEM handelt mit dem internationalen Verband der Plattenindustrie IFPI ein Rahmenabkommen aus, demzufolge 9,009 Prozent des Händlerabgabepreises als Gebühren abzuführen sind.
Weitere Dachverbände sind die GESAC (Groupement Européen des Sociétés d´Auteurs et Compositeurs) und EVA (European Visual Artists).
Mit der Zunahme des internationalen Handels mit geistigem Eigentum wird der Ruf nach einer zentralen Rechte-Clearingstelle laut. Eine solche Clearingstelle würde in einer gewaltigen Datenbank Informationen über möglichst alle Werke und Leistungen bereithalten, über die daran
bestehenden Rechte, über die Rechteinhaber und die Bedingungen, unter denen sie zu einer Lizenzierung bereit sind. Die Clearingstelle könnte stellvertretend direkt einen Lizenzvertrag mit dem Produzenten abschließen oder die Anfrage an den individuellen Rechteinhaber weiterleiten. Ein erster Schritt dazu ist das 1995 in Kooperation der GEMA, der französischen Verwertungsgesellschaften im Urheber- und mechanischen Recht SDRM/SACEM und der britischen MCPS gegründete Bureau for European Licensing, das unter dem winzigen Logo bel/BIEM auf Tonträgern in Erscheinung tritt. Einen umfassenderen Ansatz stellt das im Aufbau befindliche Common Information System der CISAC dar.